# Boardwalk Empire
Boardwalk Empire ist eine US-amerikanische Fernsehserie des Pay-TV-Senders HBO und spielt in Atlantic City, New Jersey, während der Prohibition in den Vereinigten Staaten. Die Serie wurde von Nelson Johnsons Buch Boardwalk Empire: The Birth, High Times, and Corruption of Atlantic City adaptiert. Boardwalk Empire endete mit Ausstrahlung der fünften Staffel. Die finale Episode wurde am 26. Oktober 2014 auf HBO ausgestrahlt.

## Handlung

### Staffel 1
1920 in Atlantic City: Der Bezirkskämmerer („County Treasurer“, dt. eigentlich „Kreiskämmerer“) Enoch „Nucky“ Thompson gibt sich in der Öffentlichkeit als Gegner des Alkoholkonsums und Befürworter der Prohibition, doch heimlich beabsichtigen er und seine Geschäftspartner, zu Beginn des Verbots mit dem Verkauf von illegal hergestelltem oder importiertem Alkohol viel Geld zu verdienen. Im Verlauf der ersten Staffel werden Verflechtungen zwischen Nucky Thompson und den örtlichen Politikern und Verbrechern gezeigt. Mord, Erpressung, Schmuggel und Bestechung ziehen sich durch alle Kreise. Eines Tages wird Nucky von Margaret Schroeder, einer schwangeren Frau und Mitglied der Abstinenzbewegung, aufgesucht; sie bittet ihn, ihrem Mann Hans eine Stelle zu besorgen. Thompson schenkt ihr zur Versorgung ihrer Kinder Geld, welches ihr allerdings von ihrem Gatten abgenommen wird. Als Nucky beobachtet, wie Schroeder das Geld in einem Kasino aufs Spiel setzt, kommt es zu einem gewalttätigen Angriff auf Schroder von Seiten Nuckys. Nachdem Hans Schroeder abends nach Hause kommt, schlägt er seine Frau, wodurch diese ihr Kind verliert. Als Folge lässt Nucky Hans Schroeder töten. Unterdessen wird eine Schnapslieferung Nuckys an den Gangster Arnold Rothstein überfallen, wobei einige von Rothsteins Männern getötet werden.
Der Prohibitionsagent Nelson van Alden ermittelt gegen Thompson, da er den Verdacht hegt, dass dieser hinter dem Überfall steckt, um seinen eigenen Alkohol zurückzuholen und den durch den Verkauf an Rothstein erhaltenen Gewinn ebenfalls zu behalten. In Wahrheit sind jedoch Al Capone und James Darmody dafür verantwortlich. Es kommt zu einem Zerwürfnis zwischen Rothstein und Nucky. Nach dem eskalierten Überfall flieht James zu Al Capone nach Chicago, wo er dem dortigen Gangsterboss Torrio im Konkurrenzkampf mit einer anderen Gang zur Seite steht. Später findet er dort auch einen Verbündeten in Form eines ehemaligen Scharfschützen namens Richard Harrow. Dieser muss aufgrund einer Kriegsverletzung eine Maske tragen, welche seine Entstellung verbirgt. Schließlich kehrt Darmody zurück nach Atlantic City, um Nucky behilflich zu sein, und die durch den Überfall ausgelegten Streitigkeiten mit dem New Yorker Gangster Arnold Rothstein werden beigelegt, indem Nucky über seine politischen Kontakte bewirkt, dass Rothsteins Anklage wegen der Manipulation der Baseball-World-Series 1919 fallengelassen wird. Thompson beruft eine Pressekonferenz ein, in der er erklärt, dass die Verantwortlichen für das Massaker des Überfalls im Wald tatsächlich Hans Schroeder und einige Komplizen seien. Alle fälschlicherweise Beschuldigten, inklusive Schroeder, werden von Darmody, Capone und Harrow ermordet. Schließlich werden Nucky und Margaret ein Paar. 
Nuckys Macht wächst nun immer weiter. Ihren Höhepunkt erreicht sie im Staffelfinale, als sowohl der von ihm favorisierte Bürgermeister als auch der von ihm unterstützte Präsidentschaftskandidat ins Amt gewählt werden. Unterdessen begeht Van Alden während einer vermeintlichen Taufzeremonie einen religiös motivierten Mord an seinem Kollegen Sebso, welcher im Gegensatz zu Van Alden jüdischen Glaubens ist und von Nucky bezahlt wurde, um einen Kronzeugen zu töten. Zudem zeugt Nelson ein Kind mit Nuckys Ex-Freundin Lucy. Die Staffel ist geprägt von James’ Unzufriedenheit über seine Position, was ihn dazu verleitet, sich mit seinem Vater, dem Kommodore Louis Kaestner und Nuckys Bruder Eli über Alternativen zu beraten.

### Staffel 2
In der zweiten Staffel wird Nucky Thompson  des Wahlbetrugs angeklagt, und James Darmody, Eli Thompson und der Kommodore verbünden sich gegen Nucky Thompson und drängen ihn nach und nach aus dem Geschäft. Nucky zieht sich von seinen politischen Ämtern zurück und spinnt insgeheim Intrigen mit neuen Verbündeten. Es kommt schließlich zur Anklage gegen ihn wegen des befohlenen Mordes an Hans Schroeder. Währenddessen bröckelt die Allianz aus Nuckys Gegnern. Nach dem Tod von James’ Frau Angela, welche von einem rivalisierenden Gangster getötet wurde, wird der Kommodore, der schon seit längerem unter gesundheitlichen Problemen leidet, von James während eines Kampfes erstochen. Es stellt sich in einer Rückblende heraus, dass James vor seinem Eintritt in den Ersten Weltkrieg Geschlechtsverkehr mit seiner Mutter hatte, nachdem beide alkoholisiert von einem College-Ball nach Hause kamen. 
James entscheidet sich aufgrund seines Verlusts, mit Nucky Frieden zu schließen, und ermordet erneut zusammen mit Harrow sämtliche Zeugen und Mitwisser, wodurch die Mordanklange gegen Nucky fallengelassen wird. Um die Pflicht zur Zeugenaussage zu umgehen, heiraten Nucky und Margaret, diese beginnt jedoch eine Affäre mit Thompsons Leibwächter Owen. Im Staffelfinale gelingt es Nucky, seinen Einfluss über die Stadt wiederzuerlangen, und er tötet James Darmody als Rache für seinen Verrat. Er lässt Eli am Leben, dieser muss jedoch für ein Jahr ins Gefängnis. Nelson van Alden muss aufgrund von Ermittlungen wegen des im Vorjahr begangenen Mordes aus der Stadt flüchten und lässt sich mit seinem unehelichen Kind und dessen Kindermädchen in der Kleinstadt Cicero bei Chicago nieder.

### Staffel 3
Die dritte Staffel thematisiert einen Konflikt mit einer konkurrierenden Gangsterbande unter Führung von Gyp Rosetti, welcher vom New Yorker Gangsterboss Joe Masseria geschützt wird. Nachdem Nucky sich weigert, an Rosetti Alkohol zu verkaufen, blockiert dieser einen wichtigen Punkt auf Nuckys Handelsroute und schmälert Nuckys Einfluss damit zunehmend. Nachdem er nur knapp einem Mordanschlag entgeht, beruft er ein Treffen aller namhaften Kriminellen der USA ein und bittet um deren Unterstützung gegen Rosetti und Masseria. Gesundheitlich angeschlagen ist er nun auf sich allein gestellt. Als er seinen Leibwächter Owen damit beauftragt, Masseria zu töten, schlägt das Attentat fehl und Owen wird tot in einer Kiste an Nucky zurückgeschickt. Nachdem Margaret die Leiche Owens erblickt, flieht sie mit ihren beiden Kindern aus erster Ehe nach New York. Nachdem er einem weiteren Attentat durch Rosettis Männer entgeht, flüchtet Enoch Thompson zusammen mit seinem in einem Schusswechsel verwundeten Butler Eddie Kessler zu seinem Geschäftspartner Chalky White, der ihn mit seinen Leuten beschützen kann.
Unterdessen besetzt Rosetti Nuckys Büro sowie das Bordell, welches von James’ Mutter Gillian betrieben wird. Hier lebt auch Jimmys verbliebener Sohn, und Richard Harrow arbeitet als Barkeeper. Nach der Ankunft Rosettis beauftragt Gillian, welche sich bei Rosetti anbiedert, dessen Männer Richard aufgrund mehrfacher Äußerung seines Unmutes über Tommy Darmodys Umgang, aus dem Haus zu eskortieren. Nelson van Alden arbeitet inzwischen für den irischen Gangster und Rivalen Al Capones, Dean O’Banion. Er verkauft Alkohol und treibt Geld ein. Während Nucky seine letzten loyalen Partner um sich schart, sichert Eli Al Capones Unterstützung im Krieg gegen Masseria und Rosetti. Unterdessen entscheidet sich Harrow, den jungen Tommy Darmody aus dem Bordell zu holen, da dies seiner Ansicht nach nicht der richtige Ort für ein Kind sei. Er tötet in einem Angriff auf das Hurenhaus mehrere von Rosettis Leuten und flieht mit dem Jungen zu einer Bekannten. Nun entzieht Masseria aufgrund des Zutuns von Arnold Rothstein, welcher eine Abmachung mit Thompson getroffen hat, Rosetti die Unterstützung. Die verbliebenen Männer werden von Al Capones Gang in einem Hinterhalt getötet. Gyp selbst wird von seinem Stellvertreter Tonino ermordet, welcher im Gegenzug dazu freies Geleit von Nucky erhält.

### Staffel 4
Auch die vierte Staffel ist von einem Konflikt mit der New Yorker Unterwelt geprägt, diesmal haben es Nucky Thompson und sein Partner Chalky mit dem afroamerikanischen Gangsterboss Narcisse aus Harlem zu tun. Gleichzeitig beginnt das FBI mit Ermittlungen gegen das organisierte Verbrechen und spannt dabei auch Nuckys Bruder Eli gegen seinen Willen ein. Nelson van Alden läuft inzwischen zu Capone über und hilft, seinen ehemaligen Boss Dean O’Banion zu töten. Nachdem Torrio knapp dem Tod durch einen Attentäter entgeht, übergibt er die Leitung der Chicagoer Unterwelt an Capone. Richard Harrow soll auf Nuckys Anweisung einen Mordanschlag auf Narcisse verüben, tötet aber stattdessen unabsichtlich die Tochter von Chalky. Auf der Flucht wird Richard von einem Handlanger Narcisses angeschossen und stirbt kurze Zeit später an der Verletzung. Nuckys Bruder Eli taucht währenddessen in Chicago unter, nachdem er einen BOI-Ermittler getötet hat.

### Staffel 5
Die fünfte und letzte Staffel spielt 7 Jahre nach der Handlung von Staffel 4, im Jahre 1931, und ist von der Rivalität zwischen Nucky Thompson und Lucky Luciano geprägt. Nach einer Reihe missglückter Attentate möchte sich Nucky an seinen Rivalen rächen und lässt Bugsy Siegel entführen. Als Reaktion darauf kidnappen Lansky und Luciano William Thompson, Nuckys Neffen. Beim Geiselaustausch wird Doyle von Lucky erschossen und William wird nur unter der Bedingung freigelassen, dass Nucky seinen ehemaligen Verbündeten Salvatore Maranzano ermorden lässt und  die Kontrolle über Atlantic City an Luciano und Lansky sowie deren Partner Benny Siegel und Johnny Torrio übergibt. 
Unterdessen versucht der Undercover-Agent Mike d’Angelo den Gangster Al Capone ins Gefängnis zu bringen. Um seine Tarnung aufrechtzuerhalten, tötet er den ehemaligen Prohibitionsagenten Nelson van Alden. Chalky White wird nach seinem Ausbruch aus dem Gefängnis von Valentin Narcisses Männern erschossen. Während der Staffel werden immer wieder Schlüsselszenen aus Nuckys Kindheit gezeigt, es wird unter anderem erklärt, wie Nucky begann für den Kommodore zu arbeiten. In der finalen Szene geht Nucky Thompson die Promenade entlang und trifft dort auf einen jungen Mann, der für ihn gearbeitet hat. Nucky möchte verhindern, dass der Junge ein ähnliches Schicksal wie er erleidet; er bot ihm darum bereits im Vorfeld mehrfach Geld an, um ihn von der Welt des Verbrechens fernzuhalten. Bei dem Treffen offenbart sich der Junge als Tommy Darmody, James Darmodys Sohn, und erschießt Nucky.

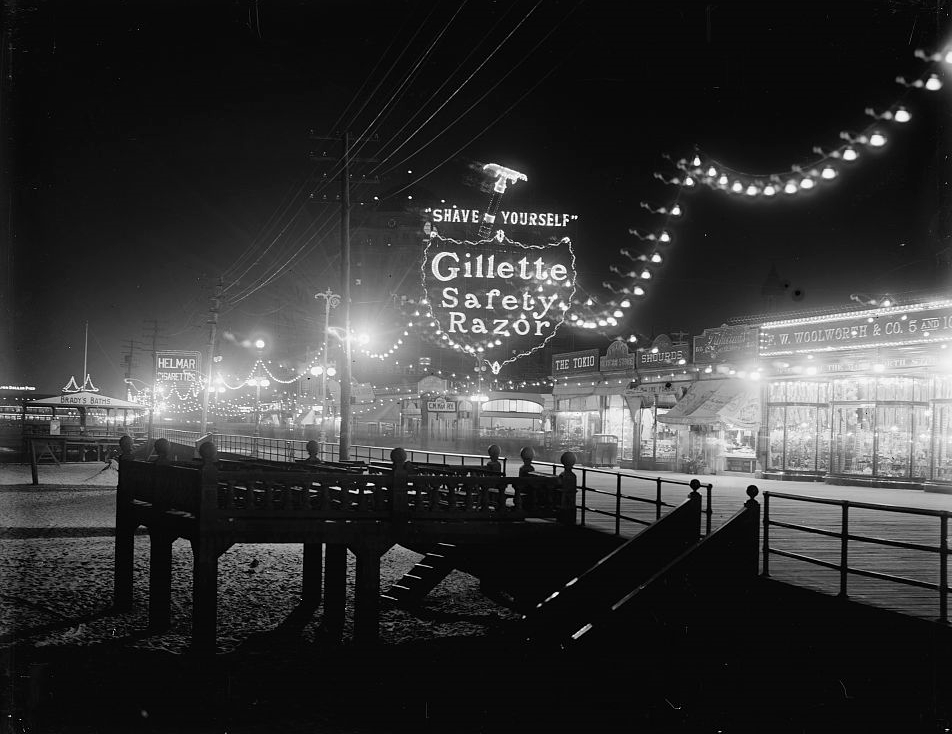
Abschnitt des namensgebenden Boardwalks von Atlantic City (zwischen 1900 und 1915)

## Produktion
Die Idee zur Serie hatte Terence Winter, der zuvor als Drehbuchautor und Produzent für Die Sopranos tätig war und dafür mit vier Emmys ausgezeichnet wurde.
Martin Scorsese führte bei der Pilotepisode Regie und arbeitete an der weiteren Produktion mit. Am 1. September 2009 bestellte HBO elf zusätzliche Folgen für eine erste Staffel.
Die erste Episode kostete insgesamt 18 Millionen US-Dollar, da als aufwändige Kulisse ein Teil der historischen Strandpromenade von Atlantic City nachgebaut wurde. Die Kosten der 12 Folgen belaufen sich auf durchschnittlich 5 Millionen US-Dollar je Folge. Zusätzlich gab HBO rund zehn Millionen US-Dollar für Werbekampagnen und Marketing aus.
Nach dem Erfolg der ersten Staffel wurde Boardwalk Empire am 20. September 2010 für eine zweite Staffel verlängert, welche ab dem 25. September 2011 in den USA ausgestrahlt wurde. Bereits nach drei ausgestrahlten Episoden der Staffel wurde Boardwalk Empire am 12. Oktober 2011 für eine dritte Staffel verlängert. Am 2. Oktober 2012 wurde die Produktion einer vierten Staffel angekündigt. Am 26. September 2013 gab HBO die Verlängerung um eine fünfte Staffel bekannt, die gleichzeitig das Finale der Serie darstellen soll. Die erste Folge wurde am 7. September 2014 ausgestrahlt.

## Besetzung

### Hauptfiguren
- Steve Buscemi als Enoch „Nucky“ Thompson (basierend auf Enoch L. Johnson[12]) – der korrupte Bezirkskämmerer von Atlantic County und die wichtigste politische Persönlichkeit der Stadt Atlantic City
- Michael Pitt als James „Jimmy“ Darmody – der Ivy-League-Student verließ die Princeton University, um im Ersten Weltkrieg für sein Vaterland zu kämpfen. Nucky Thompson kümmerte sich schon in frühen Jahren um ihn. Jimmy arbeitete nach seinem Militärdienst kurz als Chauffeur von Nucky und wurde zu dessen rechter Hand
- Kelly Macdonald als Margaret Schroeder – eine junge, aus Irland emigrierte Witwe und Mutter, die Nucky um Hilfe ersucht und seine Frau wird
- Michael Shannon als Agent Nelson van Alden – ein Bundespolizist, der die Einhaltung der Prohibitionsgesetze überwachen soll. Er ist ein strenggläubiger Protestant, der nicht vor dem Einsatz von Gewalt zurückschreckt, um seinen Glauben und die Gesetze durchzusetzen. Im Laufe der Handlung entwickelt er sich zum Kriminellen und arbeitet schließlich für Al Capone.
- Shea Whigham als Elias „Eli“ Thompson – Nuckys jüngerer Bruder und Sheriff von Atlantic County. Die Beziehung zu seinem Bruder ist von Minderwertigkeitskomplexen geprägt. Er hat eine Frau und acht Kinder.
- Aleksa Palladino als Angela Darmody – Jimmys Frau und Mutter seines Sohnes. Ihr Traum ist es, eine berühmte Künstlerin zu werden, und sie ist ausgesprochen frankophil.
- Stephen Graham als Al Capone – ein gewalttätiger italo-amerikanischer Gangster aus Chicago mit großen Ambitionen. Zu Beginn der Serie ist er Leibwächter und Fahrer von Johnny Torrio, arbeitet sich jedoch zum Kopf des Chicagoer organisierten Verbrechens hoch. Er hat zwei Brüder, Frank und Ralph, welche mit ihm zusammenarbeiten.
- Michael Stuhlbarg als Arnold Rothstein – ein jüdischer New Yorker Gangster und Glücksspieler, sein Verhältnis zu Nucky variiert.
- Vincent Piazza als Charles „Lucky“ Luciano – ein sizilianisch-amerikanischer Gangster und anfangs Mitarbeiter von Rothstein. Im Verlauf der Serie erlangt er zunehmend mehr Einfluss und ist Geschäftspartner Meyer Lanskys.
- Paz de la Huerta als Lucy Danziger – Nuckys Geliebte am Anfang der ersten Staffel und ehemalige Ziegfeld-Follies-Tänzerin
- Michael K. Williams als Chalky White – ein einflussreicher afroamerikanischer Gangsterboss und Nuckys Partner beim Alkoholschmuggel. Er steht Nucky loyal in Konflikten bei und ist ab Staffel 4 Leiter des Onyx Club.
- Anthony Laciura als Eddie Kessler – Nuckys deutschstämmiger Butler
- Joseph Riccobene als Frankie Yale
- Paul Sparks als Mieczyslaw „Mickey Doyle“ Kuzik – ein Schmuggler aus Atlantic City. Er ist opportunistisch und kooperiert bisweilen mit Nuckys Gegnern. Doyles Charakter basiert auf Mickey Duffy
- Jack Huston als Richard Harrow – ein geübter Scharfschütze, der im Ersten Weltkrieg schwer verwundet wurde und seitdem eine Maske tragen muss
- Gretchen Mol als Gillian Darmody – Jimmys Mutter, eine alte Freundin von Nucky. Sie war für einige Zeit die Geliebte von Luciano. Nucky führte sie im Alter von 13 Jahren dem Kommodore zu, welcher sie vergewaltigte und damit James Darmody zeugte.
- Dabney Coleman als Kommodore Louis Kaestner – Nuckys Amtsvorgänger und Jimmys biologischer Vater. Der Charakter basiert auf dem deutsch-amerikanischen Hotelier und Politiker Louis Kuehnle
- Bobby Cannavale als Gyp Rosetti – einen rücksichtslosen Gangster der es mit Nucky aufnimmt.
- Jeffrey Wright als Dr. Valentin Narcisse – ein afroamerikanischer politischer Agitator und Gangsterboss. Die Figur ist Casper Holstein nachempfunden.
- Anatol Yusef als Meyer Lansky, jüdischer Gangster sowie Freund und Partner Lucianos, mit welchem er unter anderem Alkoholschmuggel und Heroinhandel betreibt.
- Ivo Nandi als Joe „der Boss“ Masseria, ein einflussreicher italienischer Gangsterboss aus New York, der über eine Armee von Kämpfern verfügt.
- Christiane Seidel als Sigrid Mueller – in der 2. Staffel steigt sie als das Kindermädchen von Agent Nelson van Alden ein. Zunächst als schüchterne Norwegerin dargestellt wird sie immer mehr zu seiner skrupellosen Ehefrau. Ihre deutsche Stimme ist Josefin Hagen.

### Nebenfiguren
- Greg Antonacci als Johnny Torrio – Al-Capone-Boss
- Erik Weiner als Agent Eric Sebso – Van Aldens jüdischer Partner
- William Hill als Alderman George O’Neill – korrupter Politiker
- Robert Clohessy als Alderman Jim Neary – korrupter Politiker
- William Forsythe als Manny Horvitz – Gangster aus Philadelphia
- Anna Katarina als Isabelle Jeunet – die Besitzerin einer französischen Boutique
- Max Casella als Leo D’Alessio – ein unwichtiger Gangster aus Atlantic City, dem Doyle Geld schuldet
- Edoardo Ballerini als Ignatius D’Alessio – Leos Bruder und Kleinkrimineller
- Kevin O’Rourke als Edward L. Bader – Bauunternehmer in und Bürgermeisterkandidat für Atlantic City
- Michael Zegen als Bugsy Siegel – ein junger jüdischer Gangster und Kindheitsfreund von Meyer Lansky, bekannt für seine Wutausbrüche, wenn er Bugsy genannt wird
- Charlie Cox als Owen Slater – ein junger irischer Krimineller mit Verbindungen zur IRA

## Ausstrahlung

### Vereinigte Staaten
In den USA startete die erste Staffel auf HBO am 19. September und endete am 5. Dezember 2010. Die zweite Staffel wurde vom 25. September 2011 bis zum 11. Dezember 2011 ausgestrahlt. Die dritte Staffel wurde vom 16. September 2012 bis zum 2. Dezember 2012 ausgestrahlt. Die Ausstrahlung der vierten Staffel fand vom 8. September bis zum 24. November 2013 statt. Die achtteilige fünfte und letzte Staffel hatte am 7. September 2014 Premiere und endete am 26. Oktober 2014.

### Deutschland
In Deutschland strahlte der Pay-TV-Sender TNT Serie die erste Staffel der Serie vom 2. Februar bis zum 20. April 2011 aus. Die Ausstrahlung der zweiten Staffel war vom 29. Februar bis zum 16. Mai 2012 ebenfalls auf TNT Serie zu sehen. Die dritte Staffel wurde ab dem 10. Januar 2013 auf dem Pay-TV-Sender Sky Atlantic HD ausgestrahlt, während sie bei TNT Serie am 29. Mai 2013 begann.

### International
Boardwalk Empire wurde bereits in 160 Länder verkauft.

## Kritiken
Von amerikanischen Kritikern wurde die Serie überwiegend positiv aufgenommen. Großes Lob erhielten die Charaktere und die ungewöhnliche Geschichte. Bei Metacritic erreichte die erste Staffel von Boardwalk Empire 88 von 100 möglichen Punkten, basierend auf 30 Kritiken. Bei Rotten Tomatoes erhielt die erste Staffel 96 %, basierend auf 26 Kritiken.

## Auszeichnungen
2011 erhielten Boardwalk Empire als beste Dramaserie und Steve Buscemi als bester Hauptdarsteller jeweils einen Golden Globe Award. Weiterhin war Kelly Macdonald als beste Nebendarstellerin nominiert, musste sich aber Jane Lynch geschlagen geben. Bei den Golden Globes 2012 und 2013 erhielt die Serie drei bzw. zwei weitere Nominierungen.
Bei der Primetime-Emmy-Verleihung 2011 folgte der Regiepreis für Martin Scorseses Pilotfolge, bei der Primetime-Emmy-Verleihung 2012 erhielt Tim Van Patten den Regiepreis für die letzte Folge der zweiten Staffel. 2013 wurde Bobby Cannavale als bester Nebendarsteller in einer Dramaserie mit einem Emmy ausgezeichnet. Hinzu kommen bisher 15 Auszeichnungen bei den Creative Arts Emmys.
Bei den Screen Actors Guild Awards 2011 und 2012 wurden sowohl Steve Buscemi als bester Hauptdarsteller als auch das Schauspielensemble ausgezeichnet. Weitere Nominierungen erhielt die Serie bei den Satellite Awards 2010 (beste Dramaserie) und 2011 (beste Dramaserie, bester Hauptdarsteller und beste Nebendarstellerin). Außerdem wurde der Soundtrack der ersten zwei Staffeln bei den Grammy Awards 2012 ausgezeichnet.

## DVD- und Blu-ray-Veröffentlichung
Vereinigte Staaten
- Staffel 1 erschien am 10. Januar 2012
- Staffel 2 erschien am 28. August 2012
- Staffel 3 erschien am 20. August 2013
- Staffel 4 erschien am 19. August 2014

Großbritannien
- Staffel 1 erschien am 12. Januar 2012
- Staffel 2 erschien am 3. September 2012
- Staffel 3 erschien am 5. August 2013
- Staffel 4 erschien am 18. August 2014
- Staffel 5 erschien am 12. Januar 2015

Australien
- Staffel 1 erschien am 11. Januar 2012
- Staffel 2 erschien am 5. September 2012

Deutschland
- Staffel 1 erschien am 10. Februar 2012 (5 DVDs oder 5 Blu-rays, FSK: ab 16)
- Staffel 2 erschien am 5. Oktober 2012 (5 DVDs oder 5 Blu-rays, FSK: ab 18)
- Staffel 3 erschien am 25. Oktober 2013 (5 DVDs oder 5 Blu-rays, FSK: ab 16)
- Staffel 4 erschien am 21. August 2014 (4 DVDs oder 4 Blu-rays, FSK: ab 16)
- Staffel 5 erschien am 27. August 2015 (3 DVDs oder 3 Blu-rays, FSK: ab 16)